# Tapio Wirkkala
Tapio Wirkkala (2. června 1915 – 19. května 1985) byl finský designér a sochař. Byl tvůrcem návrhů na finské markové bankovky z roku 1955 a navrhl také například design láhve slavné vodky Finlandia. Jeho umělecký a tvůrčí záběr byl nesmírně široký od navrhování skleněného zboží přes rytiny v kamenech až po navrhování kolekcí šperků. Tvořil též sochy pro soukromé klienty a jeho práce jsou vysoce ceněny.
Mezi jeho nejznámější práce patří design láhve vodky Finlandia, který se používal mezi lety 1970–2000 nebo set kuchyňského skla Ultima Thule.
Wirkkala pracoval též na návrzích tradičních finských vyřezávacích nožů puukko. Tento nůž byl velmi populární v USA v 70. letech 20. století.